# Lübstorf
Lübstorf este o comună din landul Mecklenburg-Pomerania Inferioară, Germania. Se află în componența districtului Nordwestmecklenburg, cu o populație de 1519 locuitori (31 decembrie 2006) și o suprafață de 43,66 km².